# Ihor Witiuk
Ihor Iwanowycz Witiuk (ukr. Ігор Іванович Вітюк,  ur. 29 stycznia 1988 w Dunajowcach) – ukraiński, siatkarz, grający na pozycji przyjmującego. W sezonie 2015/2016 występował w polskim klubie Effector Kielce.

## Sukcesy klubowe
Puchar Ukrainy:
- 2005

Liga ukraińska:
- 2005, 2009, 2011, 2021
- 2006, 2007, 2013, 2014, 2018

Liga węgierska:
- 2019